# Olby
Olby est une commune française située dans le département du Puy-de-Dôme, en région Auvergne-Rhône-Alpes. Elle fait partie de l'aire d'attraction de Clermont-Ferrand.

## Géographie

### Localisation
Olby est située à l'ouest du département du Puy-de-Dôme.
Cinq communes sont limitrophes (six en incluant le quadripoint avec Gelles) :
|                      | Mazaye                    | Ceyssat  |
| Gelles (quadripoint) | Olby                      |          |
| Saint-Pierre-Roche   | Saint-Bonnet-près-Orcival | Nébouzat |

### Hydrographie
La commune est traversée par la Sioule.

### Transports
La commune est traversée par la route départementale 2089, ancienne route nationale 89 de Lyon à Bordeaux, ainsi que par les D 553 (liaison de la D 986 au sud de la Miouze à la D 2089 au Pont d'Olby), D 554 (vers Ceyssat) et D 558 (vers Mazaye).

### Cadre géologique

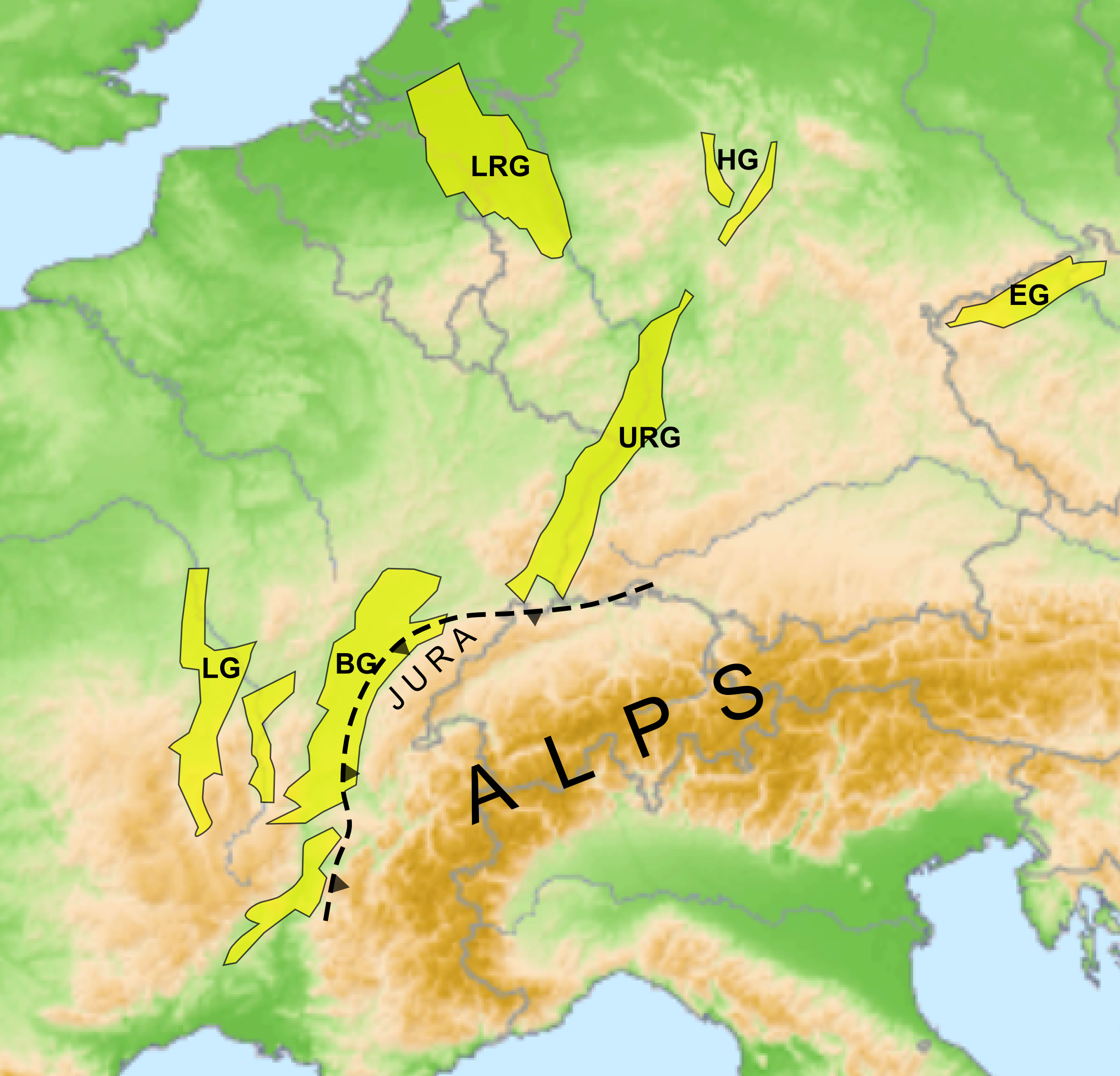
Carte montrant les principaux grabens du rift ouest-européen : LG=Graben de Limagne, BG=Bresse Graben, URG= Fossé rhénan, LRG=Lower Rhine Graben, HG=Hessian Grabens & EG=Eger Graben.

Le bassin d'Olby est un fossé d'effondrement du Massif central qui fait partie d'un système plus vaste, le rift ouest-européen, ensemble de grabens qui traverse l'Europe occidentale. Ces fossés orientés SSO-NNE se sont formés durant le Cénozoïque à l'avant de la chaîne alpine qui est spatialement et temporellement connectée au rift, une grande partie des grabens étant disposés concentriquement autour du front alpin. Au cours de ce rifting lent, les trois grands fossés parallèles du Massif central (le fossé de la Limagne, le fossé de Roanne-Montbrison et le fossé de la Bresse) et le bassin d'Olby sont envahis par un lac alimenté par un système d'écoulement fluviatile ou torrentiel d'escarpements de failles bordières.

### Climat
Pour des articles plus généraux, voir Climat d'Auvergne-Rhône-Alpes et Climat du Puy-de-Dôme.
En 2010, le climat de la commune est de type climat des marges montargnardes, selon une étude du Centre national de la recherche scientifique s'appuyant sur une série de données couvrant la période 1971-2000. En 2020, Météo-France publie une typologie des climats de la France métropolitaine dans laquelle la commune est exposée à un climat de montagne ou de marges de montagne et est dans la région climatique  Ouest et nord-ouest du Massif Central, caractérisée par une pluviométrie annuelle de 900 à 1 500 mm, maximale en automne et en hiver. 
Pour la période 1971-2000, la température annuelle moyenne est de 8,8 °C, avec une amplitude thermique annuelle de 15,2 °C. Le cumul annuel moyen de précipitations est de 1 036 mm, avec 11,3 jours de précipitations en janvier et 8,4 jours en juillet. Pour la période 1991-2020, la température moyenne annuelle observée sur la station météorologique de Météo-France la plus proche, « Gelles », sur la commune de Gelles à 8 km à vol d'oiseau, est de 9,5 °C et le cumul annuel moyen de précipitations est de 1 026,1 mm,. Pour l'avenir, les paramètres climatiques de la commune estimés pour 2050 selon différents scénarios d'émission de gaz à effet de serre sont consultables sur un site dédié publié par Météo-France en novembre 2022.

## Urbanisme

### Typologie
Au 1er janvier 2024, Olby est catégorisée commune rurale à habitat dispersé, selon la nouvelle grille communale de densité à sept niveaux définie par l'Insee en 2022.
Elle est située hors unité urbaine. Par ailleurs la commune fait partie de l'aire d'attraction de Clermont-Ferrand, dont elle est une commune de la couronne,. Cette aire, qui regroupe 209 communes, est catégorisée dans les aires de 200 000 à moins de 700 000 habitants,.

### Occupation des sols
L'occupation des sols de la commune, telle qu'elle ressort de la base de données européenne d’occupation biophysique des sols Corine Land Cover (CLC), est marquée par l'importance des territoires agricoles (87,3 % en 2018), en diminution par rapport à 1990 (88,8 %). La répartition détaillée en 2018 est la suivante : prairies (53 %), zones agricoles hétérogènes (34,3 %), forêts (9,2 %), zones urbanisées (3,5 %). L'évolution de l’occupation des sols de la commune et de ses infrastructures peut être observée sur les différentes représentations cartographiques du territoire : la carte de Cassini (XVIIIe siècle), la carte d'état-major (1820-1866) et les cartes ou photos aériennes de l'IGN pour la période actuelle (1950 à aujourd'hui).

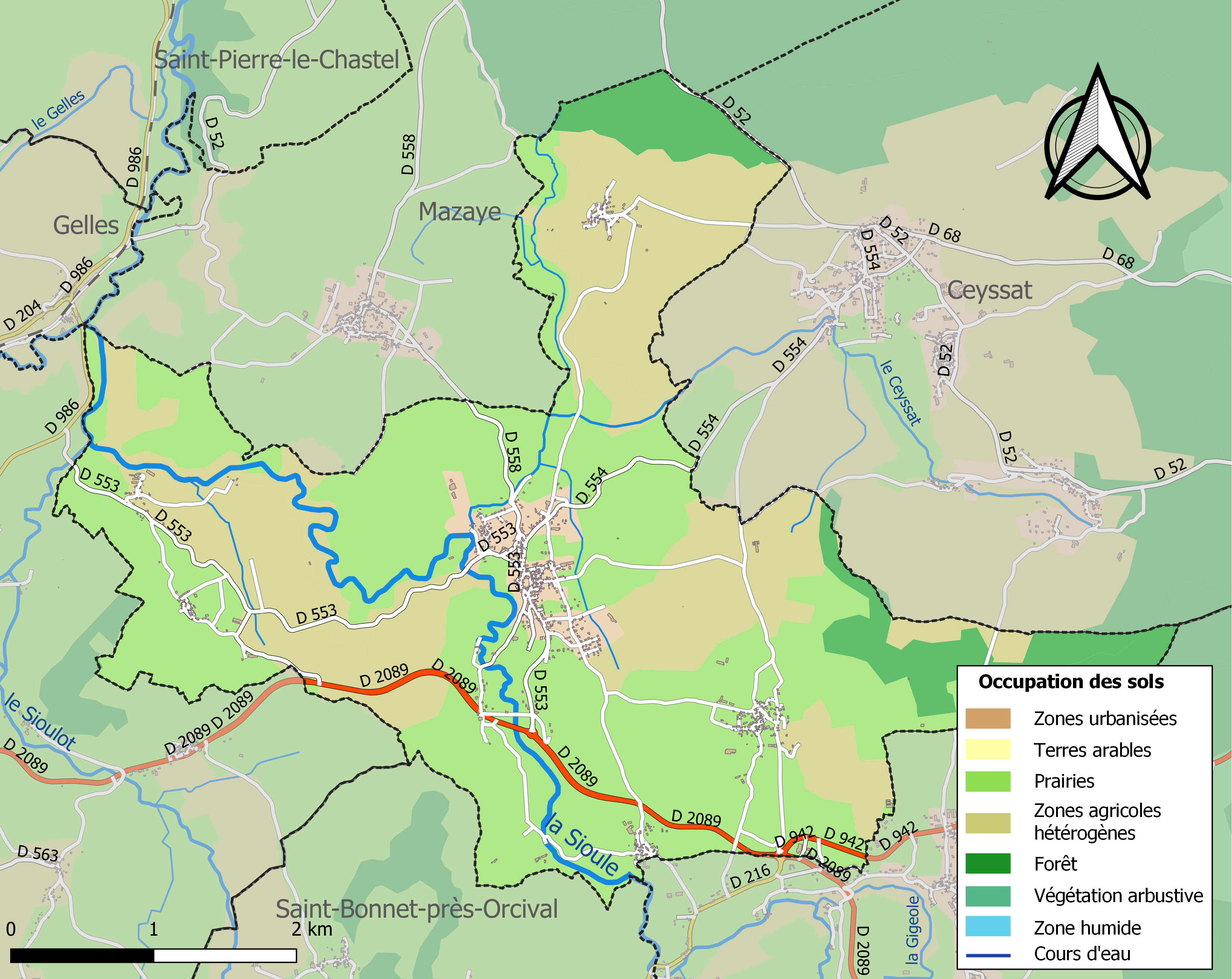
Carte des infrastructures et de l'occupation des sols de la commune en 2018 (CLC).

## Toponymie
Son nom était aussi en auvergnat Orbie en graphie classique, Orbî en écriture auvergnate unifiée ou encore Orby en graphie mistralienne.

## Histoire
Pierre-François Fournier a proposé d'y voir le site de la station d’Ubrilium, première station à l'ouest d'Augustonemetum (Clermont-Ferrand) sur la voie d'Agrippa reliant Lugdunum (Lyon) à Mediolanum Santonum (Saintes). Aujourd'hui, on place plutôt Ubrilium au col de Ceyssat.
À la Révolution, Olby devient chef-lieu de canton regroupant les communes de Gelles, Mazayes, Allagnat (aujourd'hui Ceyssat), Saint-Pierre-Roche, Nébouzat et Saint-Bonnet-près-Orcival. Ce canton est supprimé en 1801 et il est intégré à celui de Rochefort-Montagne.

## Politique et administration

### Découpage territorial
La commune d'Olby est membre de la communauté de communes Dômes Sancy Artense, un établissement public de coopération intercommunale (EPCI) à fiscalité propre créé le 1er janvier 2017 dont le siège est à Rochefort-Montagne. Ce dernier est par ailleurs membre d'autres groupements intercommunaux. Jusqu'en 2016, elle faisait partie de la communauté de communes de Rochefort-Montagne.
Sur le plan administratif, elle est rattachée à l'arrondissement d'Issoire depuis 2017, à la circonscription administrative de l'État du Puy-de-Dôme et à la région Auvergne-Rhône-Alpes. De 1801 à mars 2015, elle faisait partie du canton de Rochefort-Montagne.
Sur le plan électoral, elle dépend du canton d'Orcines pour l'élection des conseillers départementaux, depuis le redécoupage cantonal de 2014 entré en vigueur en 2015, et de la troisième circonscription du Puy-de-Dôme pour les élections législatives, depuis le dernier découpage électoral de 2010.

### Élections municipales et communautaires

#### Élections de 2020
Le conseil municipal d'Olby, commune de moins de 1 000 habitants, est élu au scrutin majoritaire plurinominal à deux tours avec candidatures isolées ou groupées et possibilité de panachage. Compte tenu de la population communale, le nombre de sièges à pourvoir lors des élections municipales de 2020 est de 15. Sur les dix-huit candidats en lice, quinze ont été élus dès le premier tour, le 15 mars 2020, avec un taux de participation de 71,55 %.

#### Chronologie des maires

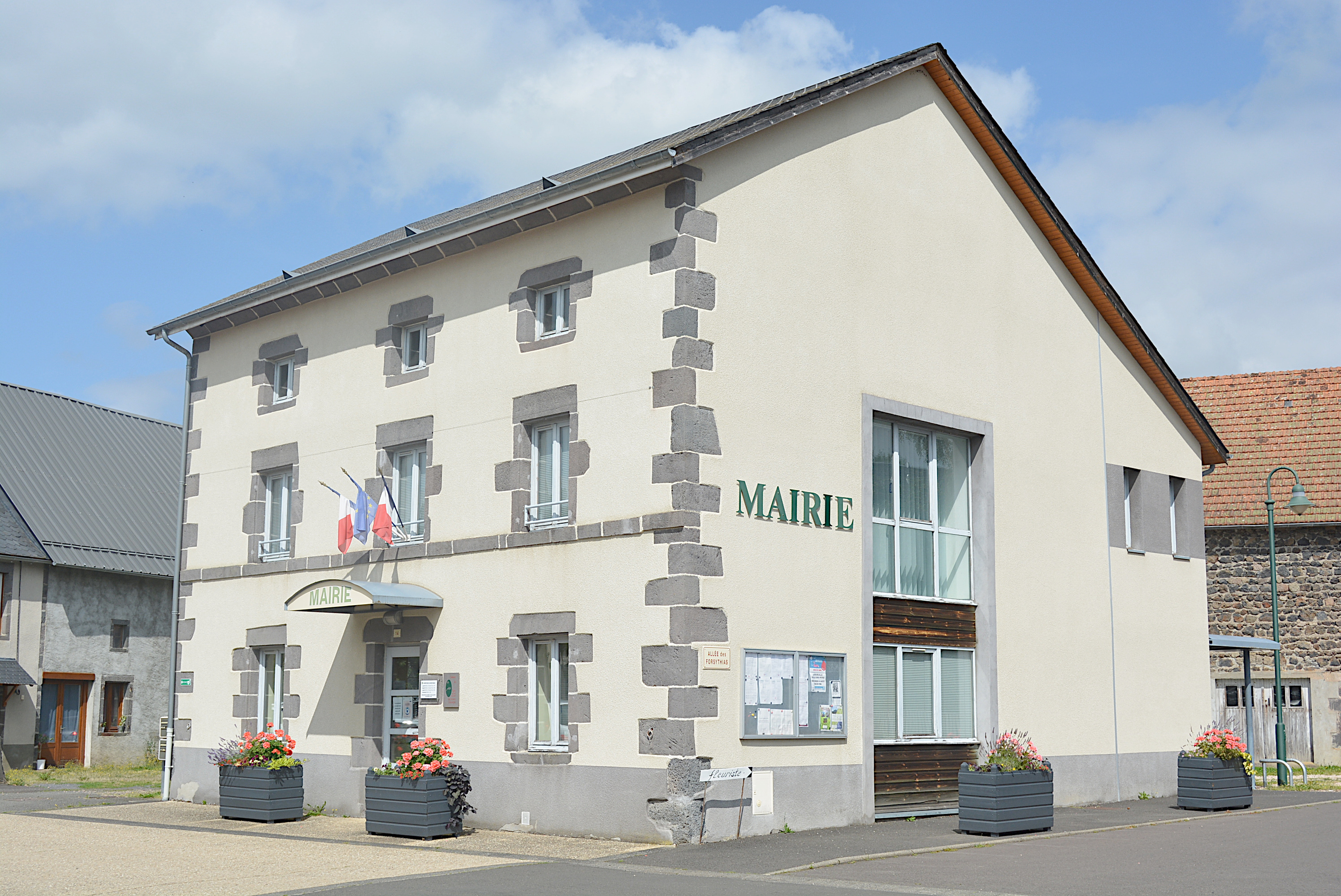
La mairie.

| Période                                  | Période                   | Identité        | Étiquette | Qualité |
| ---------------------------------------- | ------------------------- | --------------- | --------- | ------- |
| Les données manquantes sont à compléter. |                           |                 |           |         |
| mars 1977                                | 23 mai 2020               | Yves Arnaud     | PS        |         |
| 23 mai 2020                              | En cours (au 6 juin 2020) | Samuel Gauthier |           |         |

## Population et société

### Démographie
L'évolution du nombre d'habitants est connue à travers les recensements de la population effectués dans la commune depuis 1793. Pour les communes de moins de 10 000 habitants, une enquête de recensement portant sur toute la population est réalisée tous les cinq ans, les populations de référence des années intermédiaires étant quant à elles estimées par interpolation ou extrapolation. Pour la commune, le premier recensement exhaustif entrant dans le cadre du nouveau dispositif a été réalisé en 2004.

En 2022, la commune comptait 862 habitants, en évolution de +10,8 % par rapport à 2016 (Puy-de-Dôme : +2,1 %, France hors Mayotte : +2,11 %).
| 1793 | 1800 | 1806 | 1821  | 1831 | 1836 | 1841 | 1846 | 1851  |
| ---- | ---- | ---- | ----- | ---- | ---- | ---- | ---- | ----- |
| 802  | 781  | 928  | 1 005 | 966  | 962  | 964  | 961  | 1 027 |

| 1856 | 1861 | 1866 | 1872 | 1876 | 1881 | 1886 | 1891 | 1896 |
| ---- | ---- | ---- | ---- | ---- | ---- | ---- | ---- | ---- |
| 939  | 880  | 928  | 904  | 902  | 951  | 862  | 860  | 828  |

| 1901 | 1906 | 1911 | 1921 | 1926 | 1931 | 1936 | 1946 | 1954 |
| ---- | ---- | ---- | ---- | ---- | ---- | ---- | ---- | ---- |
| 814  | 805  | 769  | 714  | 716  | 688  | 628  | 562  | 486  |

| 1962 | 1968 | 1975 | 1982 | 1990 | 1999 | 2004 | 2006 | 2009 |
| ---- | ---- | ---- | ---- | ---- | ---- | ---- | ---- | ---- |
| 492  | 444  | 444  | 417  | 485  | 521  | 566  | 567  | 687  |

| 2014 | 2019 | 2022 | - | - | - | - | - | - |
| ---- | ---- | ---- | - | - | - | - | - | - |
| 763  | 829  | 862  | - | - | - | - | - | - |

### Enseignement
Olby dépend de l'académie de Clermont-Ferrand. Elle gère une école élémentaire publique.
Les élèves poursuivent leur scolarité au collège Gordon-Bennett de Rochefort-Montagne puis au lycée Ambroise-Brugière de Clermont-Ferrand.

## Culture locale et patrimoine

### Lieux et monuments
- Église néo-romane : sur le site d'une église romane, l'église actuelle a été construite à partir de 1896 (fin 1898) ; réalisée en basalte et ardoise, elle domine le village.
- Tilleul de Sully : situé à côté de l'église, il a été planté sous le règne d'Henri IV, il y a plus de 400 ans.
- Motte féodale du XIIe siècle : référencée dans d'anciens documents, l'ensemble féodal était lui-même bâti sur une ancienne nécropole et un habitat carolingien[32].

### Personnalités liées à la commune
- Patrick Boucheix, est un ancien joueur de rugby à XV français né à Olby.
- Hippolyte Mallet (1862-1930), maire d'Olby entre 1900 et 1908 puis de Royat de 1908 à 1925. Il est réélu maire d'Olby en 1929[33]. Une rue de Royat porte son nom.